# Zurobata niviapex
Zurobata niviapex là một loài bướm đêm trong họ Erebidae.